# Boarmia zaragoza
Boarmia zaragoza là một loài bướm đêm trong họ Geometridae.